# Elia (nome)
Elia  è un nome proprio di persona italiano maschile.

## Varianti in altre lingue
- Asturiano: Elíes
- Antico slavo ecclesiastico: Илїа (Ilia)
- Arabo: إلياس (Ilyas)[1]
- Bielorusso: Ілля (Illja)
- Bulgaro: Илия (Ilija)[1]
  - Femminili: Илина (Ilina)[3]
- Croato: Ilija[1][2]
  - Femminili: Ilinka[3]
- Danese: Elias[1]
- Ebraico: אֱלִיָּהוּ ('Eliyyahu, Eliyyahu, Eliyahu, Elijjah)[1][4]
- Esperanto: Elija
- Estone: Eelija
- Finlandese: Eelis[1][2], Eljas[1][2], Elias[1]
- Francese: Élie[1]
- Georgiano: ილია (Ilia)
- Greco biblico: Ἠλίας (Elias)[1][2][4], Ἠλιου (Eliou)[1]
- Greco moderno: Ηλίας (Īlias)[1]
- Inglese: Elijah[1][4], Elias
- Irlandese: Oillíl
- Latino: Elias[1], Helias[1]
- Lettone: Eliass
- Lituano: Elijas
- Macedone: Илија (Ilija)[1]
  - Femminili: Илинка (Ilinka)[3]
- Medio inglese: Elis[1], Ellis[2]
- Norvegese: Elias[1]
- Olandese: Elia[1]
- Polacco: Eliasz[1]
- Portoghese: Elias[1]
- Rumeno: Ilie[1][2]
  - Femminili: Ilinca[3]
- Russo: Илья (Il'ja)[1][2]
- Sardo: Elias, Elia
- Scozzese: Elijah
- Serbo: Илија (Ilija)[1][2]
  - Femminili: Илинка (Ilinka)[3]
- Slovacco: Eliáš
- Sloveno: Elija
- Spagnolo: Elías[1][2]
- Svedese: Elias[1], Elis[1]
- Tedesco: Elias[1][2]
- Turco: İlyas
- Ucraino: Ілля (Illja)
- Ungherese: Éliás[1], Illés[1]

## Origine e diffusione

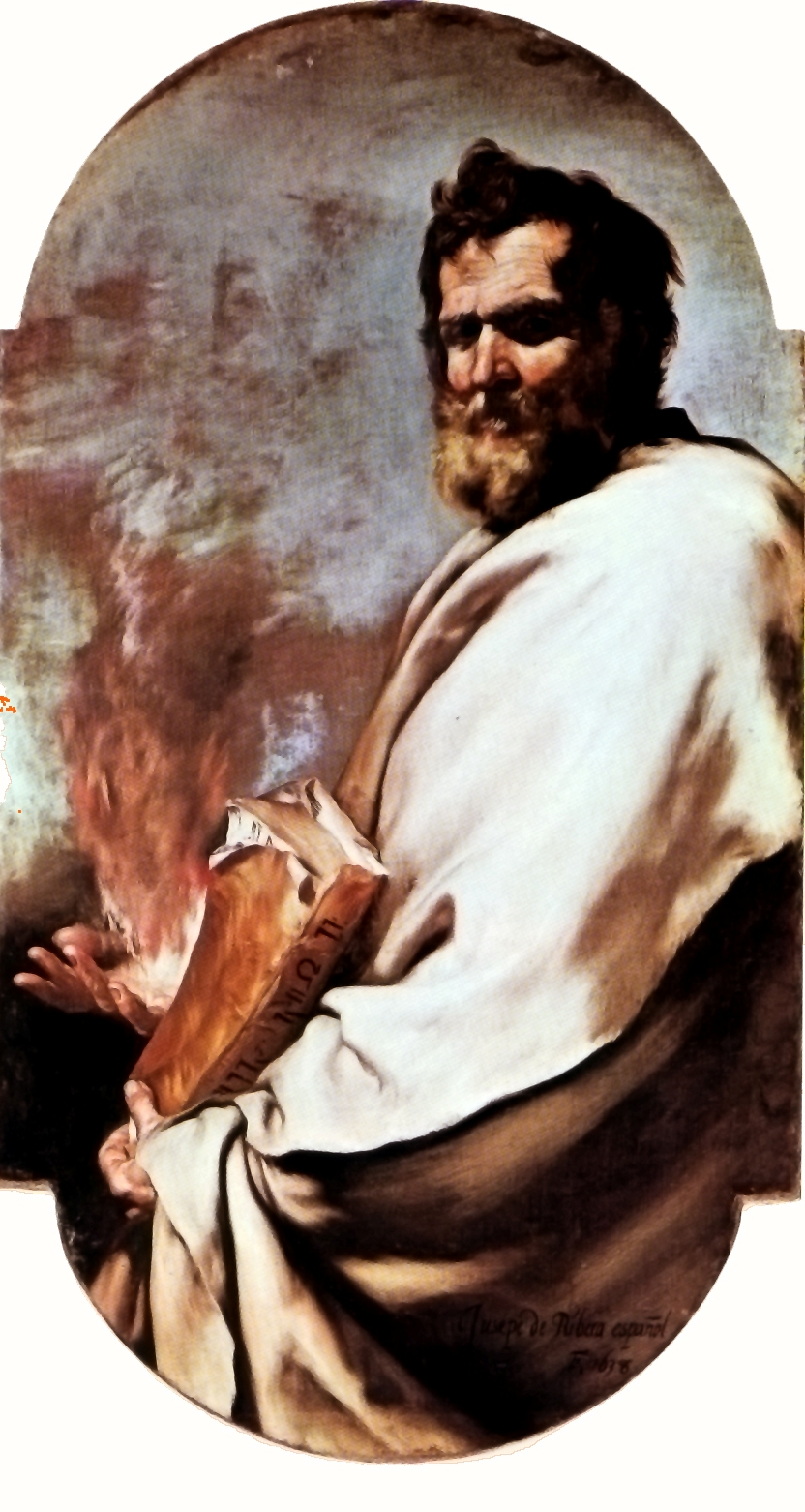
Il profeta Elia dipinto da José de Ribera

Dal nome ebraico  אֱלִיָּהוּ ('Eliyyahu), che, composto dai termini El ("Dio") e Yah (abbreviazione di "Yahweh"), può essere interpretato come "Yahweh è Dio" o "il mio Dio è Yahweh". Ha la stessa etimologia di Gioele, però con gli elementi invertiti.
Di tradizione biblica, è portato da uno dei maggiori profeti dell'Antico Testamento, Elia; la popolarità della sua figura, accompagnata dalla venerazione verso alcuni santi così chiamati, aiutò molto la diffusione del nome in periodo medievale. In Italia venne introdotto attraverso la latinizzazione Elias o, prima ancora, attraverso la grecizzazione Eleias o Elias. Nell'Inghilterra medievale era presente nelle forme Elis ed Ellis, e il suo uso finì per estinguersi nel XVI secolo. Venne riportato in voga, nelle forme Elijah ed Elias, dai Puritani dopo la Riforma protestante.
Va notato che questo nome è omografo con Èlia, la forma italiana femminile del nome Èlio, che però è pronunciata Èlia, non Elìa. Il nome Elia non ha il corrispettivo femminile.

## Onomastico
L'onomastico si festeggia il 20 luglio in memoria di sant'Elia, profeta biblico. Con questo nome si ricordano anche, alle date seguenti:
- gennaio, sant'Elia Anacoreta, martire eremita del promontorio Sant'Elia del Golfo degli Angeli a Cagliari[7]
- 16 febbraio, sant'Elia, martire con altri compagni a Cesarea marittima[7]
- 10 marzo, beato Elia del Soccorso, sacerdote e martire a Cortázar[7]
- 21 marzo, sant'Elia, eremita sull'Isola di San Giulio[7]
- 17 aprile, sant'Elia, martire con Paolo e Isidoro a Cordova[7]
- 24 aprile, sant'Elia Iorest, abate di Putna e vescovo di Huși[7]
- 4 luglio, sant'Elia I, patriarca di Gerusalemme[7]
- 9 luglio, sant'Elia Facchini, sacerdote e martire in Cina[7]
- 17 agosto, sant'Elia di Enna detto "il Giovane", monaco[7]
- 22 agosto, beato Elia Leymarie de Laroche, uno dei martiri dei pontoni di Rochefort[7]
- 11 settembre, sant'Elia Speleota, abate[7]
- 18 settembre, beato Elia da Mantova, terziario francescano[7]
- 2 ottobre, beato Elia Carbonell Mollà, sacerdote e martire a Sax assieme al fratello Giovanni Battista[7]
- 19 dicembre, sant'Elia di Murom, monaco[7]

## Persone

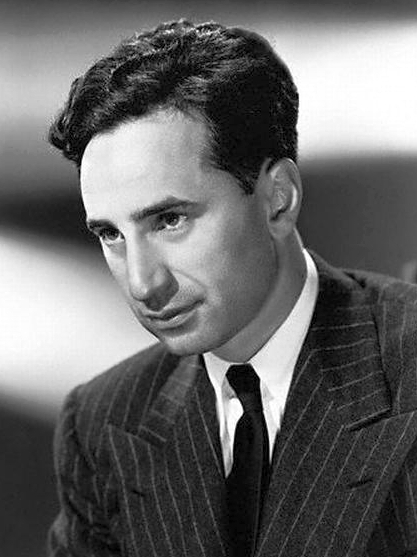
Elia Kazan

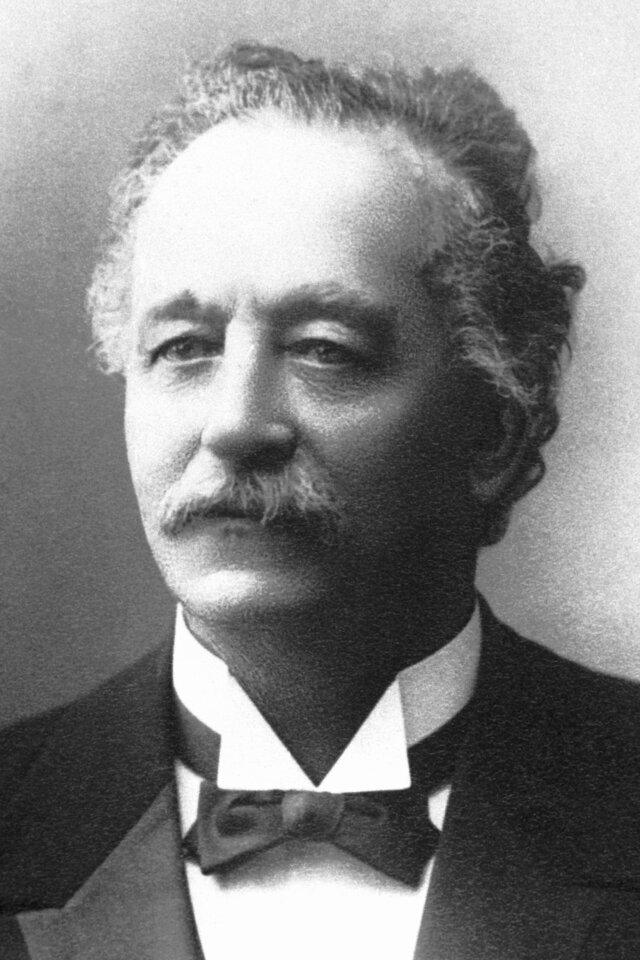
Élie Ducommun

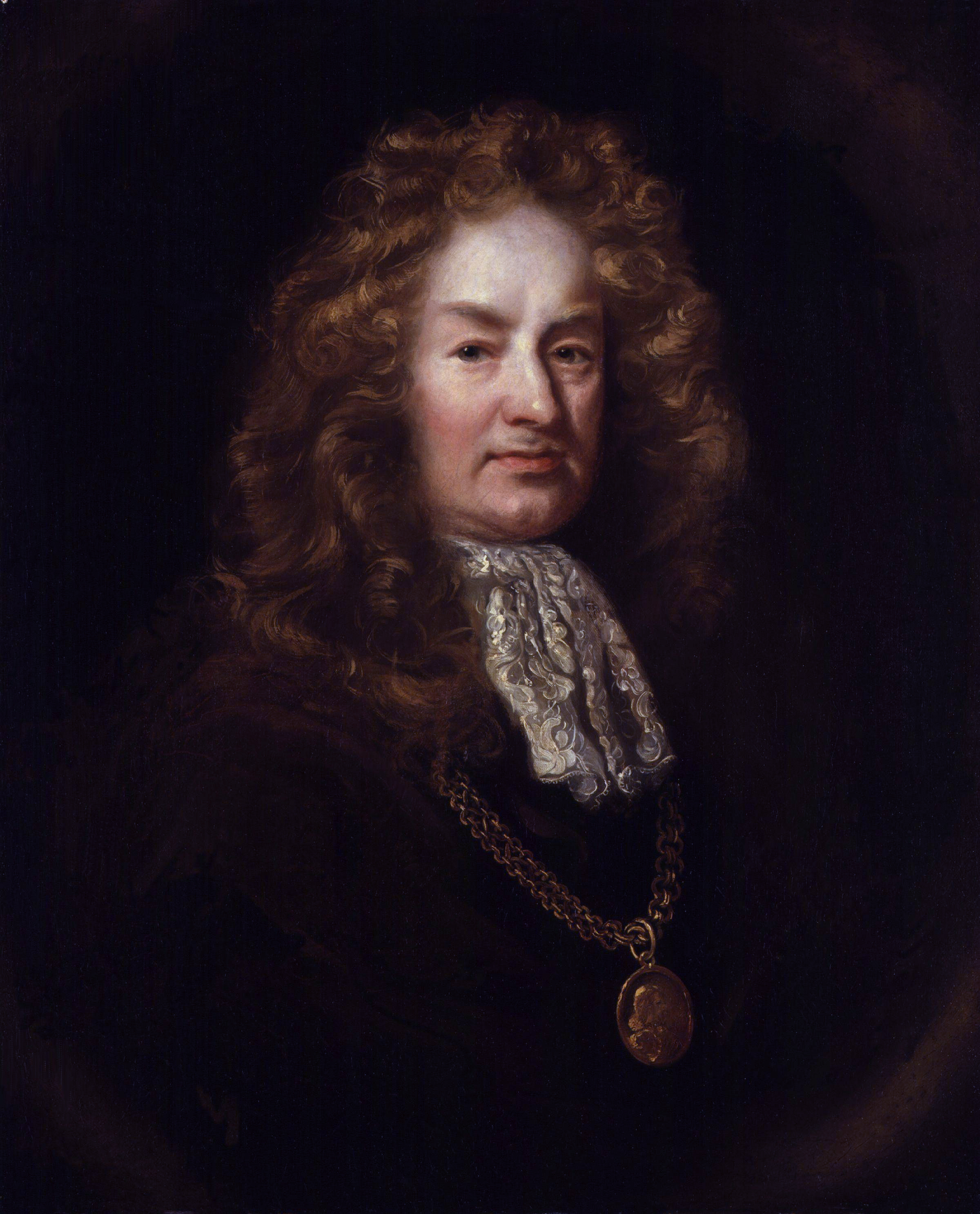
Elias Ashmole

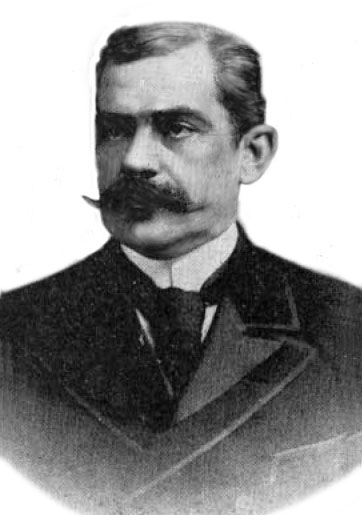
Elías Fernández

- Elia da Cortona, francescano e politico italiano
- Elia I del Maine, conte del Maine
- Elia II del Maine, conte del Maine
- Elia Benamozegh, rabbino e cabalista italiano
- Elia Dalla Costa, cardinale e arcivescovo cattolico italiano
- Elia Fornoni, architetto e ingegnere italiano
- Elia Kazan, regista e produttore cinematografico statunitense
- Elia Viviani, ciclista su strada e pistard italiano
- Elia Volpi, mercante d'arte e antiquario italiano

### Variante Élie
- Élie Joseph Cartan, matematico francese
- Élie Decazes, politico francese
- Élie de Nabinal, cardinale francese
- Élie Ducommun, giornalista e politico svizzero
- Élie Faure, storico dell'arte e medico francese
- Élie Frédéric Forey, generale francese
- Élie Guadet, avvocato, politico e rivoluzionario francese
- Élie Halévy, storico e filosofo francese
- Élie Reclus, giornalista, etnologo e anarchico francese

### Variante Elias
- Elias Ashmole, collezionista d'arte, storico e alchimista britannico
- Elias Boutros Hoayek, vescovo cattolico e patriarca cattolico libanese
- Elias Cairel, trovatore francese
- Elias Canetti, scrittore, saggista e aforista bulgaro naturalizzato britannico
- Elias Fonsalada, trovatore francese
- Elias Magnus Fries, micologo e botanico svedese
- Elias Gottlob Haussmann, pittore tedesco
- Elias Holl, architetto tedesco
- Elias Hrawi, avvocato e politico libanese
- Elias Koteas, attore canadese
- Elias Lönnrot, filologo, medico e botanico finlandese
- Elias Parish Alvars, arpista e compositore britannico

### Variante Elías
- Elías Ayuso, cestista portoricano
- Elías Fernández, avvocato e politico cileno
- Elías Figueroa, calciatore cileno
- Elías Ricardo Figueroa, calciatore uruguaiano
- Elías Hernández, calciatore messicano
- Elías Muñoz, calciatore messicano
- Elías Vásquez, calciatore guatemalteco

### Variante Elijah

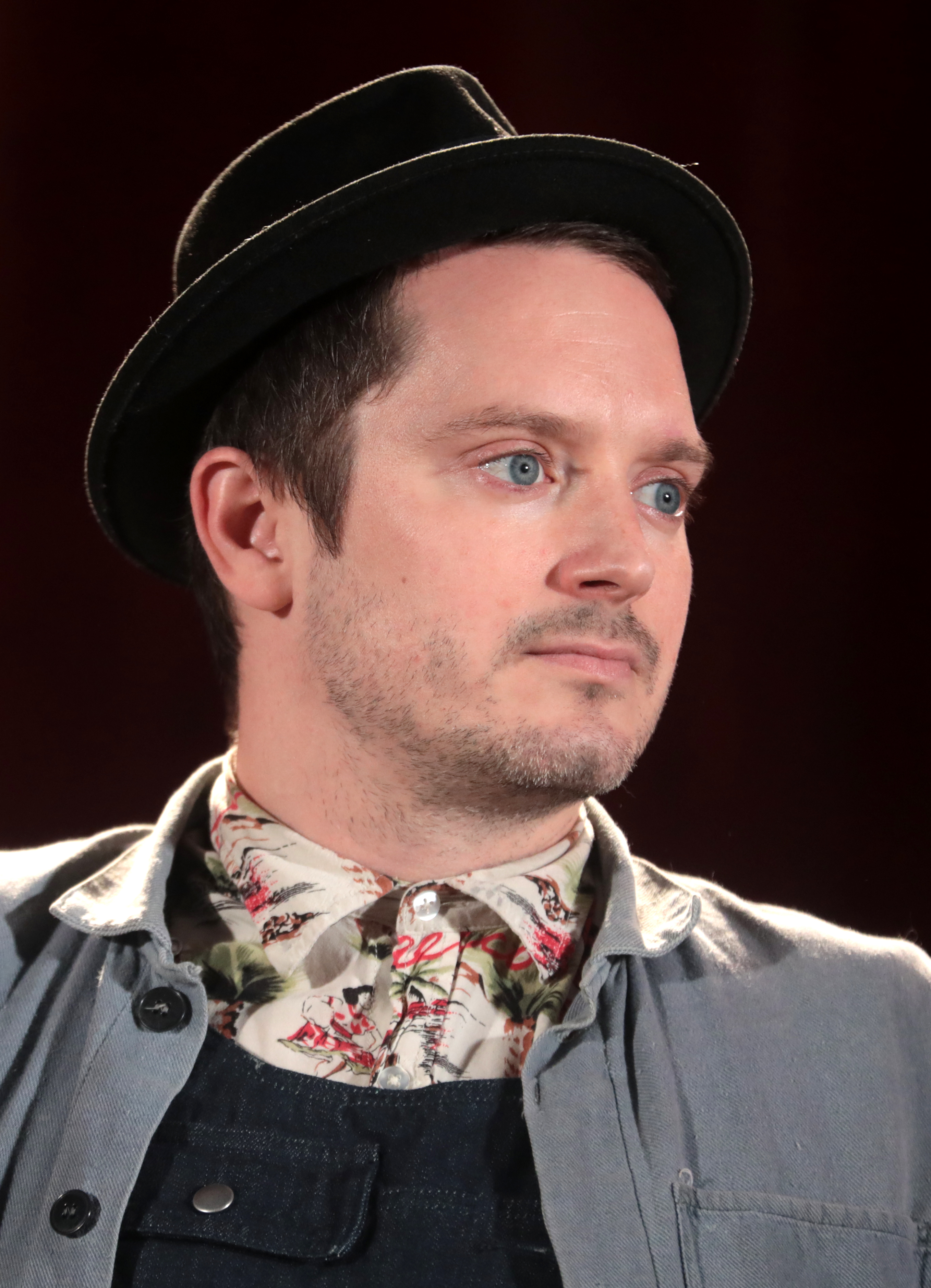
Elijah Wood

- Elijah Burke, wrestler statunitense
- Elijah Cummings, politico e avvocato statunitense
- Elijah Kelley, attore, cantante e ballerino statunitense
- Elijah Lagat, atleta keniota
- Elijah Millsap, cestista statunitense
- Elijah Muhammad, attivista e religioso statunitense
- Elijah Myers, architetto statunitense
- Elijah Tana, calciatore zambiano
- Elijah Williams, scacchista britannico
- Elijah Wood, attore e doppiatore statunitense

### Variante Ilie

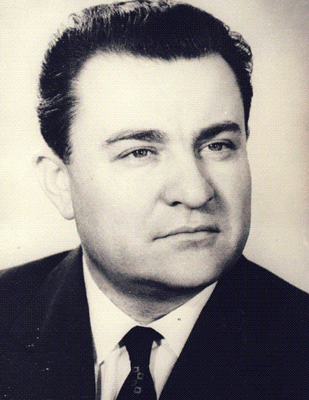
Ilie Verdeț

- Ilie Balaci, calciatore e allenatore di calcio rumeno
- Ilie Bărbulescu, calciatore rumeno
- Ilie Datcu, calciatore e allenatore di calcio rumeno naturalizzato turco
- Ilie Dumitrescu, calciatore e allenatore di calcio rumeno
- Ilie Năstase, tennista rumeno
- Ilie Stan, calciatore e allenatore di calcio rumeno
- Ilie Subășeanu, calciatore rumeno
- Ilie Verdeț, politico rumeno

### Variante Ilia

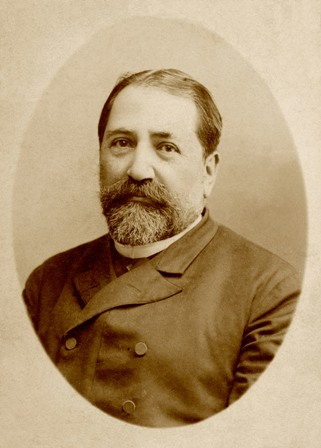
Ilia Ch'avch'avadze

- Ilia Ch'avch'avadze, scrittore, poeta, giornalista e santo georgiano
- Ilia Datunashvili, calciatore sovietico
- Ilia Peikov, pittore bulgaro naturalizzato italiano
- Ilia Jul'evič Smirin, scacchista israeliano

### Variante Ilya
- Ilya Lopert, produttore cinematografico e distributore cinematografico statunitense
- Ilya Prigogine, chimico e fisico russo naturalizzato belga
- Ilya Salkind, produttore cinematografico e produttore televisivo messicano

### Variante Il'ja

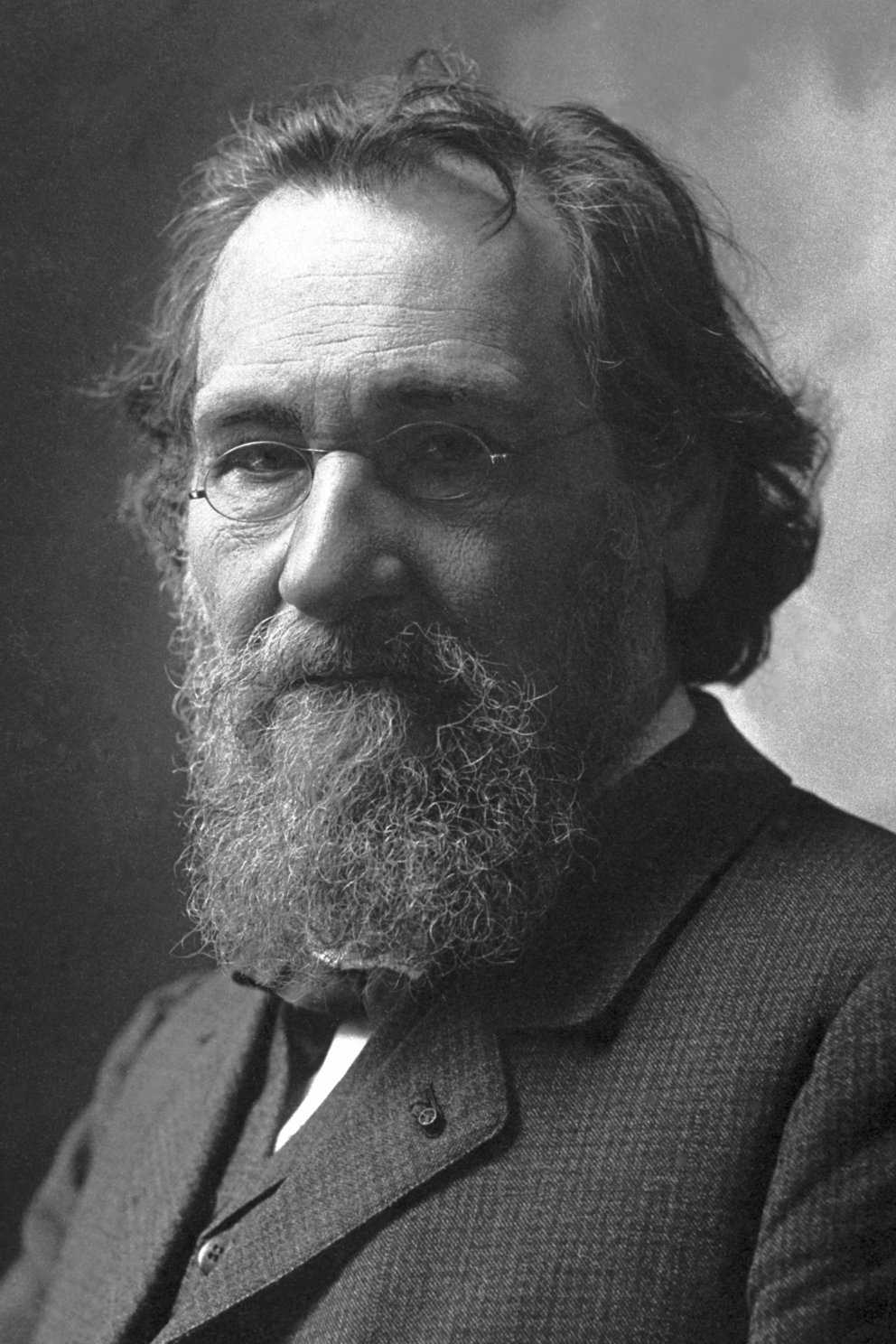
Il'ja Il'ič Mečnikov

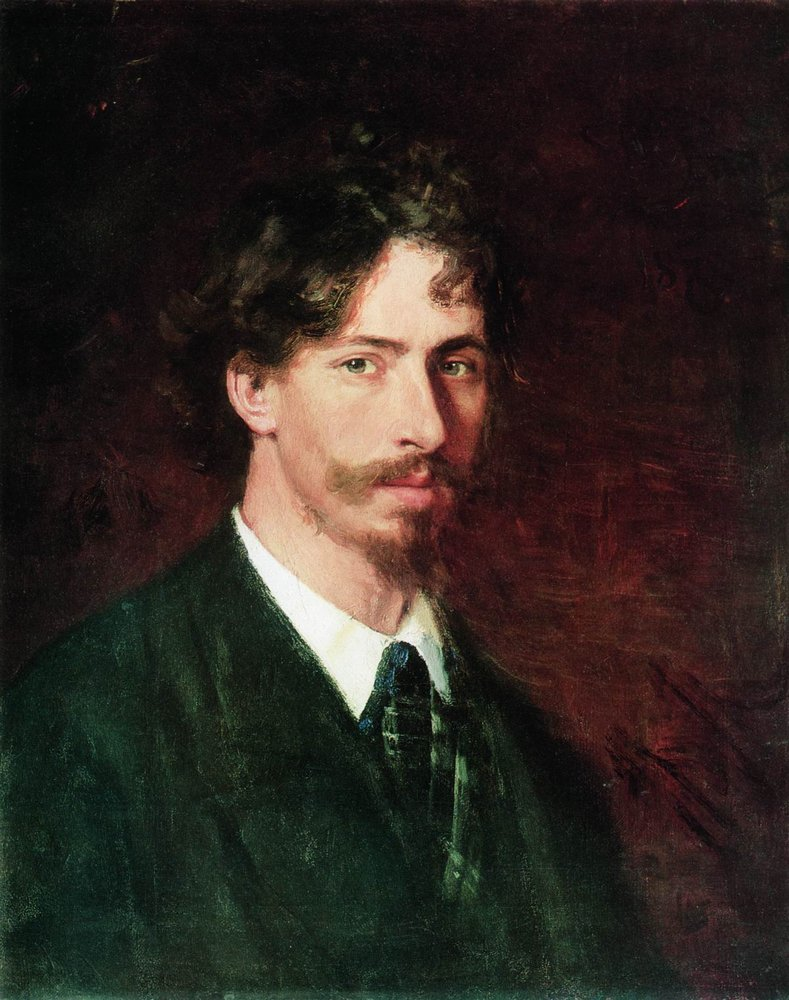
Il'ja Efimovič Repin

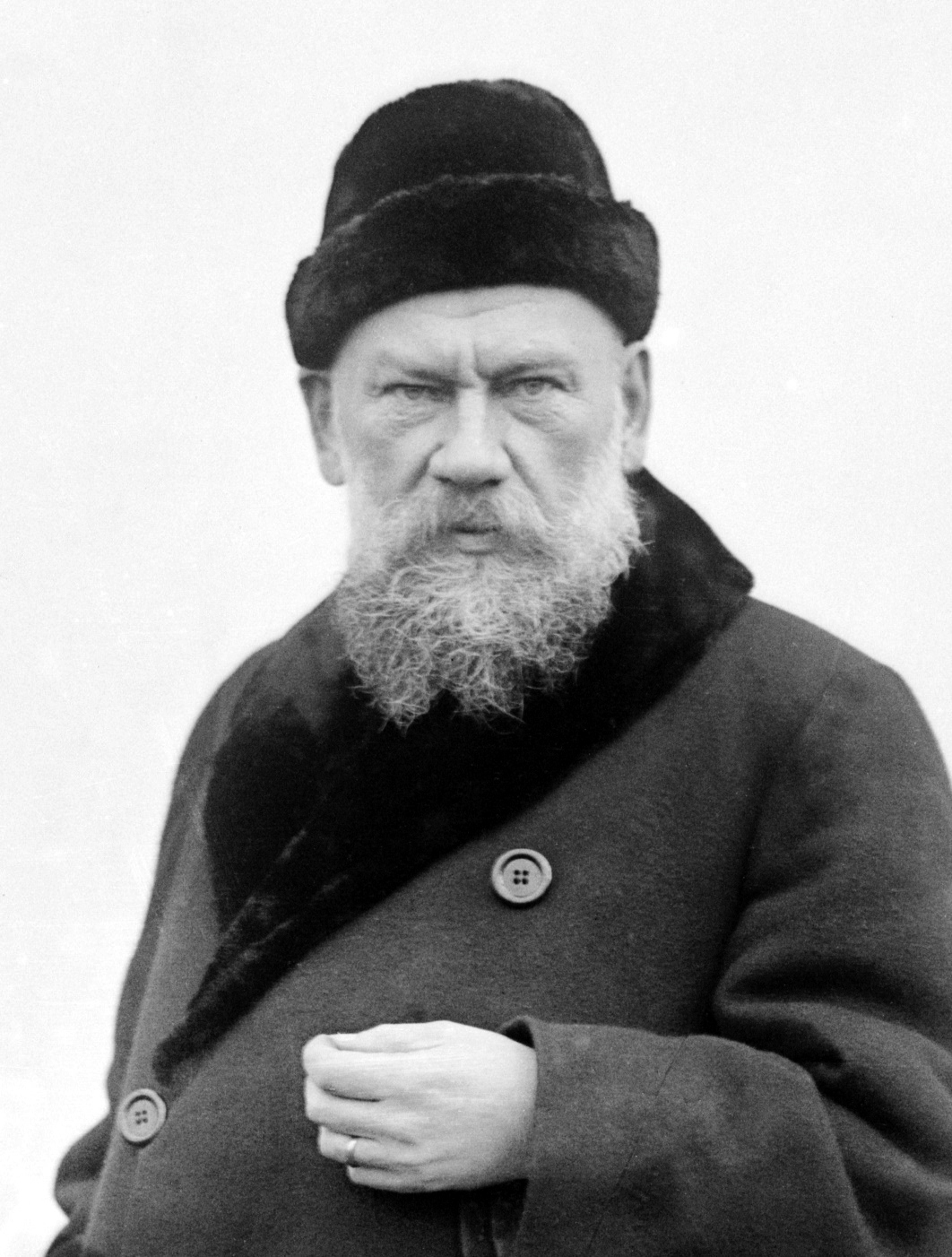
Il'ja Tolstoj

- Il'ja Bryzgalov, hockeista su ghiaccio russo
- Il'ja Černousov, fondista russo
- Il'ja Cymbalar', calciatore russo
- Il'ja Grigor'evič Ėrenburg, giornalista e scrittore sovietico
- Il'ja Michajlovič Frank, fisico sovietico
- Il'ja Frolov, pentatleta russo
- Il'ja Sergeevič Glazunov, accademico e pittore russo
- Il'ja Grubert, violinista lettone
- Il'ja Arnol'dovič Il'f, scrittore sovietico
- Il'ja Ivanovič Ivanov, biologo russo
- Il'ja Abramovič Kan, scacchista russo
- Il'ja Valer'evič Kormil'cev, cantante e chitarrista russo
- Il'ja Koval'čuk, hockeista su ghiaccio russo
- Il'ja Markov, atleta russo
- Il'ja Ivanovič Maškov, pittore russo
- Il'ja Il'ič Mečnikov, biologo russo
- Il'ja Muromec, leggendario cavaliere russo
- Il'ja Pjateckij-Šapiro, matematico israeliano
- Il'ja Leont'evič Rabinovič, scacchista russo
- Il'ja Efimovič Repin, pittore e scultore russo
- Il'ja Rosljakov, saltatore con gli sci russo
- Il'ja Samohin, giocatore di calcio a 5 russo
- Il'ja L'vovič Sel'vinskij, poeta sovietico
- Il'ja Stepanovič Šumov, scacchista russo
- Il'ja Tolstoj, memorialista e cineasta russo
- Il'ja Semënovič Tuktaš, poeta, scrittore e giornalista russo
- Il'ja Zacharov, tuffatore russo
- Il'ja Žitomirskij, programmatore e imprenditore russo naturalizzato statunitense

### Variante Ilija
- Ilija Asenov, cestista bulgaro
- Ilija Djakov, calciatore bulgaro
- Ilija Garašanin, politico serbo

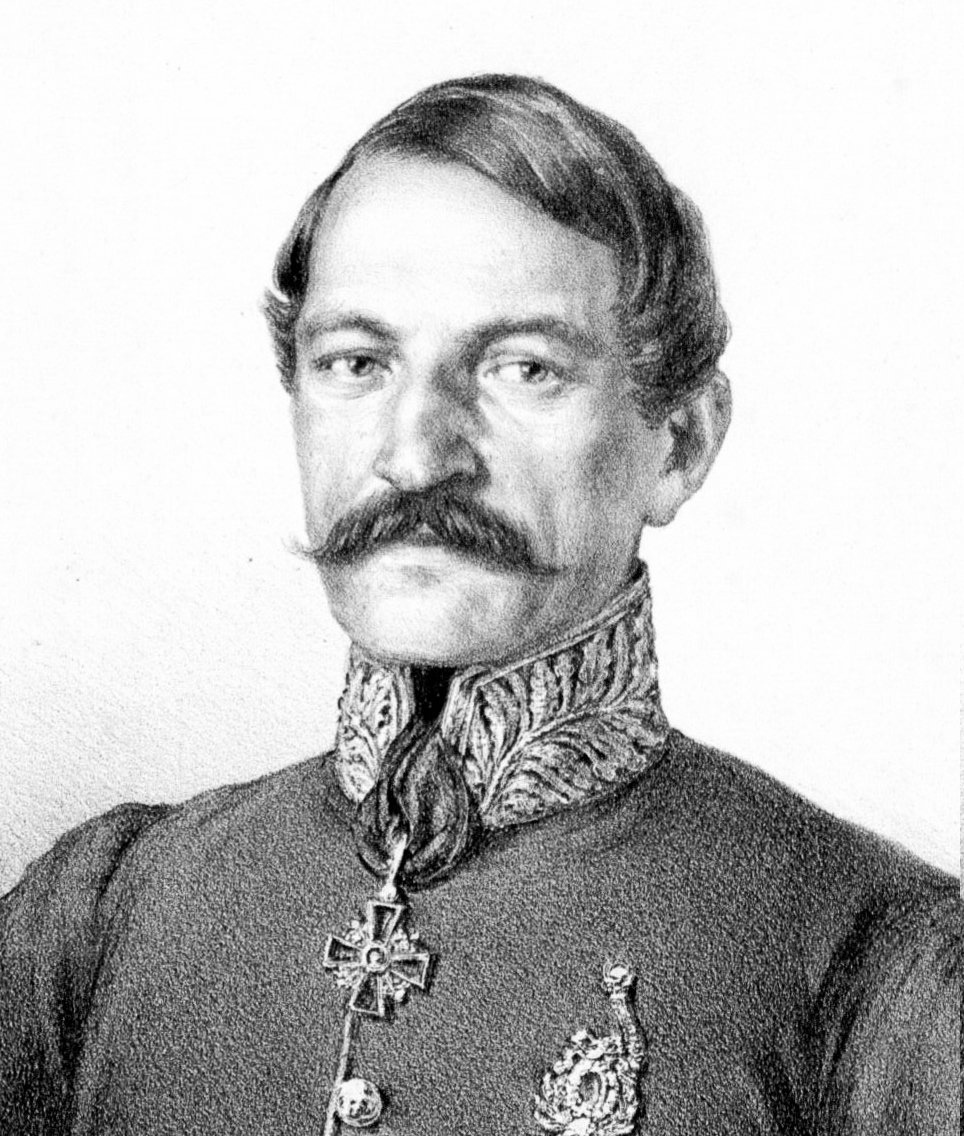
Ilija Garašanin

- Ilija Ivić, calciatore e dirigente sportivo serbo
- Ilija Lupulesku, tennistavolista serbo
- Ilija Milanov, calciatore bulgaro
- Ilija Mirčev, cestista bulgaro
- Ilija Najdoski, calciatore macedone
- Ilija Nestorovski, calciatore macedone
- Ilija Pantelić, calciatore jugoslavo
- Ilija Petković, calciatore e allenatore di calcio serbo
- Ilija Spasojević, calciatore montenegrino
- Ilija Trojanow, scrittore bulgaro
- Ilija Vălov, calciatore bulgaro

### Variante Illja
- Illja Kabakov, artista ucraino

## Il nome nelle arti
- Elijah Baley è un personaggio di diversi romanzi di Isaac Asimov.
- Elia Codogno è il protagonista del film del 1980 Il bisbetico domato, diretto da Castellano e Pipolo.
- Elias Grodin è un personaggio del film del 1986 Platoon, diretto da Oliver Stone.
- Elijah Mikaelson è un personaggio delle serie televisive The Vampire Diaries e The Originals, chiamato "Elia Mikaelson" nel doppiaggio italiano di The Vampire Diaries.
- Elias Portolu è il protagonista dell'omonimo romanzo di Grazia Deledda.
- Elia Santini è un personaggio della web serie Skam Italia.
- Elijah Snow è un personaggio dei fumetti DC Comics.
- Illya Kuryakin, personaggio della serie televisiva Organizzazione U.N.C.L.E. e film Operazione U.N.C.L.E.